# Каури Хангерфорда
Каури Хангерфорда (лат. Notadusta hungerfordi) — брюхоногий моллюск из семейства Cypraeidae. Наряду с номинативной формой выделяют ещё два подвида: Notadusta hungerfordi bealsi и Notadusta hungerfordi coucomi.

## Описание
Раковина Notadusta hungerfordi hungerfordi и подвида Notadusta hungerfordi bealsi грушевидной формы, второй подвид Notadusta hungerfordi coucomi по сравнению с предыдущими имеет немного более вытянутую форму. Нижняя сторона раковины абрикосового цвета, у N. h. hungerfordi более интенсивного оттенка, чем у N. h. bealsi, у N. h. coucomi почти белого цвета. Никаких пятен или отметин на нижней стороне нет. Зубчики скорее тонкие и едва выделяются из апертуры. По бокам у N. h. hungerfordi так много тёмного рисунка, что он образует венок. Типичный для вида размер раковины составляет от 31 до 39 мм, самый большой найденный экземпляр был длиной 47,5 мм.

## Распространение
Представители этого вида обитают в нескольких немногочисленных зонах Индо-Тихоокеанской области, где живут на глубине от 80 до 250 м. Чаще всего встречается подвид Notadusta hungerfordi hungerfordi, его область распространения простирается от Японии до Тайваня. Два других гораздо реже встречающихся подвида обитают в Тихом океане у Квинсленда (Notadusta hungerfordi coucomi) и в регионе между Филиппинами и Индонезией (Notadusta hungerfordi bealsi).

## Классификация
Джордж Бреттингэм Соверби III, впервые описавший моллюска, отнёс hungerfordi к роду Cypraea. Сегодня вид относят либо к роду Erronea, Austrasiatica, либо к Notadusta, причём предпочтение здесь отдаётся роду Notadusta, так как положение вида было определено в результате анализа ДНК. Синоним — Notadusta hungerfordi kiiensis S. R. Roberts, 1913. Подвиды: Notadusta hungerfordi coucomi Schilder, 1964, названный в честь своего коллеги Cedric Coucom of Yeppoon, и Notadusta hungerfordi bealsi D. K. S. Mock, 1996.
Различия между подвидами:
|                 | Notadusta hungerfordi hungerfordi | Notadusta hungerfordi bealsi | Notadusta hungerfordi coucomi |
| --------------- | --------------------------------- | ---------------------------- | ----------------------------- |
| Размеры раковин | от 31 до 39 мм                    | от 20 до 39 мм               | от 31 до 43 мм                |
| Распространение | Китайское море, Япония            | Филиппины, Индонезия         | у Квинсленда (Австралия)      |
| Глубина         | 80—150 м                          |                              | 80—250 м                      |
| Вид I           |                                   |                              |                               |
| Вид II          |                                   |                              |                               |